# Скрябиниана
«Скрябиниана» — балет-сюита Касьяна Голейзовского на музыку Александра Скрябина в оркестровке Рогаль-Левицкого.

## История создания
«Скрябиниана» представляет собой отдельные хореографические номера, каждый из которых имеет свою внутреннюю драматическую линию. Голейзовский нарисовал и слепил свой замысел, а затем оживил скульптуры в своём балете:
«Скрябиниана — это человек, цвет и свет. В костюмах не должно быть вещественных, материальных деталей, отвлекающих от великой мудрости и абстрактности скрябинского вдохновения».

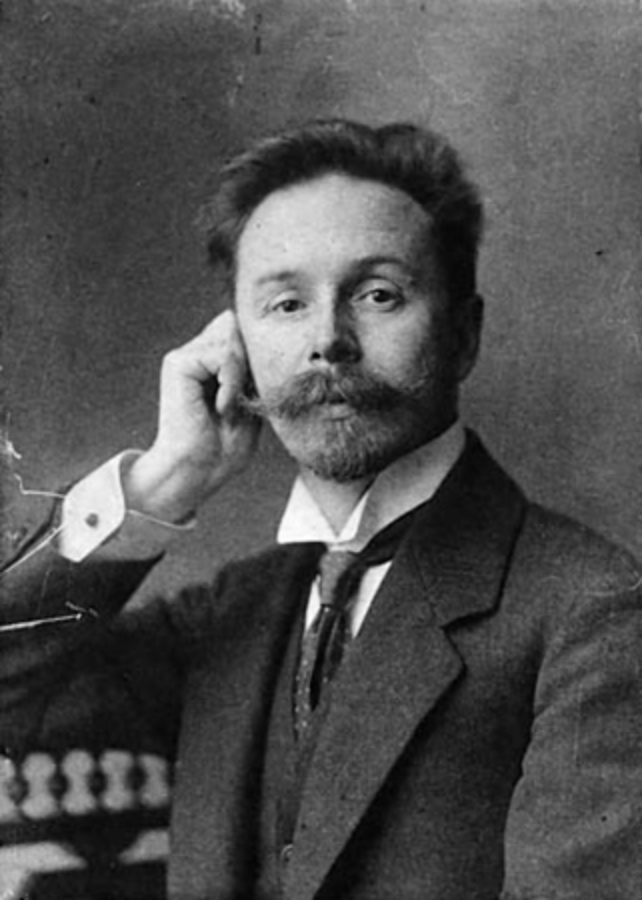
А. Н. Скрябин

- Музыка — Александр Николаевич Скрябин
- Инструментовка — Дмитрий Романович Рогаль-Левицкий
- Балетмейстер — Касьян Ярославич Голейзовский
- Дирижёр — Альгис Жюрайтис
- Художник — Вильям Капитонович Клементьев

## Музыка Скрябина

Соответствие цветов тональностям по Скрябину ("Поэма огня "Прометей")

В разные периоды творчества Александром Николаевичем Скрябиным были написаны фортепианные пьесы, поэмы, этюды и танцы, которые Касьян Ярославич Голейзовский отобрал в сюиту. Десять отдельных номеров «Скрябинианы» вплетаются в стройный рассказ о богатстве духовной жизни, о чувствах человека.
При гармонической сложности музыки Скрябина, музыкальная форма всегда ясна и завершена. Композитора привлекали образы, связанные с огнём. Это связано с его поиском возможностей объединения звука и света. В партитуру симфонической поэмы «Прометей» Скрябин включил партию световой клавиатуры, став первым в истории композитором, использовавшим цветомузыку.
Дмитрий Романович Рогаль-Левицкий придал фортепианным произведениям Скрябина сочное и образное звучание, необходимое Касьяну Голейзовскому для создания балета.
В музыке Скрябина Голейзовский выделял чувственные интонации. Изысканность чувств требовала для своего выражения изысканной пластики.

## В составе сюиты
Номера в составе сюиты — так, как их обозначили Н. Ю. Чернова и В. П. Васильева в книге «Касьян Голейзовский»:
| Произведение                                     | Название номера                   | Первый состав исполнителей |
| Поэма op.32, № 1 (Fis-dur)                       | 1. «Гирлянда»                     | М. Крючкова (Мельман), Е. Хунишвили, Р. Рачеев, О. Рачковский, Н. А. Валович, М. А. Воднева, М. В. Ермолов, В. С. Лагунов, И. Хмельницкий, Б. Мягков, Л. Харитонова, А. Н. Фёдорова |
| Прелюдии, op.11, № 17, 10, 6                     | 2. «Три настроения» (3 части)     | Елена Черкасская, М. А. Тихомиров |
| Трагическая поэма, op.34                         | 3. «Трагическая поэма»            | Н. В. Филиппова, С. И. Кауфман, А.Закалинский, О. Рачковский, Римма Карельская, Ю. Выренков, В. Кошелев                                                                             |
| Этюд op.2, № 1 (cis-moll)                        | 4. «Лирическая этюд»              | Н. В. Васильева, Г. Б. Ситников, В. Желтиков, К. Слепухина, В. Житиков |
| Мазурка op.3, № 6 (cis-moll)                     | 5. «Мазурка»                      | Людмила Богомолова, Екатерина Максимова, Н. В. Филиппова |
| Пьеса, op.51, № 1, «Хрупкость» (а-moll)          | 6. "Романтический дуэт            | Нина Чистова, Б. И. Хохлов, Наталья Рыженко, Виктор Смирнов-Голованов, Н. Познякова, Татьяна Попко, Я. Сех, П. Хомутов                                                              |
| Этюд, op.8, № 10 (Des-dur)                       | 7. «Вакхический этюд»             | И. Л. Возианова, Л. Е. Дементьева, Н. Р. Кривовяз, Т. А. Мокрова, Э. Кастерина, Л. Серова                                                                                           |
| «Мечты» («Reverie») для большого оркестра, op.24 | 8. «Мечты» («Дифирамб»)           | Елена Рябинкина, С. К. Власов, Светлана Адырхаева, А. Закалинский, Л. Жданов |
| Этюд, op.8, № 12 (dis-moll)                      | 9. «Героический этюд» («Героика») | Геннадий Ледях, Ш. Ягудин, О. Соколов |
| Прелюдии op.16, № 1, 2, 4                        | 10. «Три прелюдии»                | М. Городская, Л. Болотин |
| Две поэмы op.44 (C-dur) (?)                      | 11. «Две поэмы»                   | |
| Сатаническая поэма, op.36                        | 12. «Сатаническая поэма»          | |
| «Странность» (поэма) op.63, № 2                  | 13. «Странность»                  | |
| Поэма op.32, № 2 (D-dur)                         | 14. «Драматическая поэма»         | |

Значение хореографических номеров
Чередование номеров в сюите «Скрябиниана» могло меняться, это зависело от состава исполнителей и от театра, в котором проходил спектакль. Солисты балета исполняли эти произведения отдельно на концертных площадках, что продлевало сценическую жизнь этим постановкам. Среди них:
«К Пламени» op. 72 — (идёт как увертюра в сценарии К. Голейзовского), «Мрачное пламя» op. 73, No.2 и «Созвездие»

1. «Гирлянда» («Поэма» op. 32, No.1) — Этот хореографический этюд не имеет определённого сюжета. По существу, это калейдоскопическая смена ритмов и настроений, заплетающееся кружево причудливых, беспрестанно сменяющихся жестов, паутина распадающихся и соединяющихся в единую цепь то медлительных, то быстрых сочетаний и чередований света, цвета, движений и групп.
2. «Три настроения» (Прелюдия, op. 11, No.17,10,6) — Три прелюдии представляют картину логического эмоционального нарастания. Спокойно-созерцательное настроение первой прелюдии постепенно уступает место волнению и напряженности второй. Третья говорит о бурной стремительности и борьбе.
3. «Трагическая поэма» (op. 34) — В этом произведении слышны отрицающие и утверждающие возгласы, призывы, героические выкрики. Всё здесь, от начала и до конца, звучит как жестокий спор, как борьба контрастирующих положений. Перед зрителем проходит картина бурного столкновения, страстного поединка сил, двух противоположных представлений, двух полюсов.
4. «Лирический этюд» (Этюд, op. 2, No.1) — Это танец первого ощущения жизни, первого неосознанного чувства любви, в котором есть и грусть, и томление, прерываемое мгновениями восторженного шёпота и робкими прикосновениями. Каждое движение говорит о возвышенной чистоте первого любовного чувства- спутника человеческой юности.
5. «Мазурка» (Этюд, op. 3, No.6) — Это музыкальная шутка, написанная в темпе мазурки. Это фантастический танец, характерной краской которого получилось переплетение двух тем; одной — манящей, ускользающей, другой — настигающей, стремительной. Задача для исполнительницы: В перевоплощении, смене настроений. И технических сложностях, без которых этот эпизод немыслим.
6. «Романтический этюд» (Прелюдия, op. 51, а-moll, «Хрупкость») — Пространство сцены окутано в призрачные оттенки. На сцене девушка. Она напоминает подснежник, вызванный из небытия скованности и холода к жизни горячим солнечным лучом. Возле неё юноша. Тело его светится. Он как золото, как огонь. Когда он становится стремительным и порывистым, девушка отстраняет его. В эти мгновения она становится похожей на птицу, попавшую в сеть. Она пытается освободиться, скрыться, исчезнуть, но, как Снегурочка в объятиях Мизгиря тает, сгорает в руках юноши. Ткань, подброшенная вверх, превращается в облако и медленно опускается, скрывая танцующих.
7. «Вакхический этюд» (Этюд, op. 8, No.10) — Этюд с двойными терциями хорошо известен музыкальному миру. Так возникла картина вакханалии. Вихревые стремительные взлеты и падения, чередуясь с плавным медлительным кружением, создают впечатление то игры над водой, то лёгких облаков тумана, преследуемых ветром. Исполнители движутся, как опьянённые воздухом.
8. «Дифирамб» — Мечты — Это рассказ о вдохновенном чувстве любви, о восторге и восхищении любимой. И вот перед глазами возникает совершенно реальный, ощутимый образ поэта, слагающий дифирамб своей мечте, которая в его воображении невесома и фантастична.
9. «Героика» (Этюд, op. 8, No.12) — С первыми аккордами вспыхивают яркие молнии.освещая фигуру сильного, стройного юноши. Каждый его мускул напряжен. Весь он — призыв к борьбе. Танец его — страстная, клокочущая, как кипящее море, речь или крик. Отдаленный гром говорит о приближающейся буре. яркие лучи, как прожектора, следуют за исполнителем, оставляя на полу чёрную движущуюся тень. Но вот, схватив над головой невидимого врага, юноша устремляется вперед и сбрасывает его в пропасть. Он победил.
10. «Три Прелюдии» (Прелюдии, op. 16, No.1,2,4) — Руки, сплетенные лианами, ушли в темноту и застыли в неподвижности. Голубая ночь медленно растаяла. Солнечный луч брызнул горячим золотом, разбудив руки… и исчез. И они пластично расползлись в стороны, причудливо изгибаясь, как змеи. Девушка и юноша вышли встречать утро. Лучи солнца опутали их глаза нитями пылающего золота, как паутиной, и весь мир, вспыхнув, загорелся волшебным светом. Открылось небо. Запылало сердце. Всё вокруг стало новым и радостным. Потом глаза двух людей увидели друг друга, по-новому, как бы впервые… и снова руки их переплелись лианами, уже… навсегда.
11. «Две поэмы» — Появилось над водой лёгкое видение… оно застыло… одно мгновение… и его нет… Бывают мгновения, которые остаются в памяти навсегда.
12. «Сатаническая поэма» — Мужчины, закутанные в длинные сутаны с большими посохами, тяжело ступают по раскалённому, засасывающему песку. Растрепанные волосы скрыты капюшонами. Воспаленные глаза устремлены в пространство исступленно, как у потерявших рассудок. Они истомлены жаждой. Перед глазами видение: родник, прохладные струи которого похожи на манящие женские руки. Пальцы тянутся к призраку, растворившемуся в струях родника. Исчез родник. Изыди, сатана! Рассеялся мираж, и на глаза одержимых вновь опускается пелена нетерпимости, злобы и неутолимой жажды…
13. «Странность» (op. 63, No.2) — Это танец-загадка. Решать её следует путём ассоциаций. Может быть, это ранняя птица бьётся в борьбе за жизнь? Красота и изящество не покидают его даже в такие минуты… А может быть это своеобразный танец японских журавлей… Может быть… Или это танцующая молния? Бывают мгновения, которые остаются в памяти навсегда…Когда они убедительнее слов.
14. «Поэма» (op. 32, No.2)

## История постановки
Прима-балерина Большого театра, ученица Веры Петровны Голейзовской, Елена Львовна Рябинкина в книге о Голейзовском так описывала свою работу с мастером:

«Требуя от нас предельной выразительности, Касьян Ярославич говорил: „Движение летит, как ветерок“, „листья падают с дерева“, „это полёт птички“. Он всегда требовал осмысленного движения, говоря „Человеческое тело бесконечно выразительно“.

В 1962 году Голейзовский начал со мной работу над номером „Мечты“. Моим партнером стал Станислав Власов, а на гастролях в США я танцевала с Владимиром Романенко. Голейзовский был превосходным знатоком поддержки… Первые звуки музыки и у исполнителей вздох от переполняющего их чувства любви. Два любящих человека остались наедине с природой. Касьян Ярославич умел переплетать тела целомудренно, и даже самые откровенные положения полны чистоты и естественности».

### Судьба спектакля
Спектакль ожидала непростая судьба. Он регулярно ставился в репертуар Большого театра на зарубежных гастролях, где публика могла оценить художественный уровень спектакля, а также неоспоримый талант и высокохудожественную образность мышления Касьяна Голейзовского.
Для балетной сюиты «Скрябиниана» требовались условия театра, а не концертных площадок. Спектакль шёл в сопровождении оркестра, специально для него была придумана сценография и особое освещение. Голейзовский несколько раз обращался к руководству Большого театра с настоятельными просьбами решить вопрос с постановкой спектакля и возобновлением репетиций. Его просьбы руководством были оставлены без внимания.

#### Возобновление спектакля
В 2008 году Алексей Ратманский решил возобновить «Скрябиниану», но до основой сцены Большого спектакль так и не дошёл. Он был показан на Верхней сцене театра.
Для точной передачи хореографии нужно было пригласить первых исполнителей, но артисты «сняли» хореографию по видеозаписям различных лет, в том числе по видеозаписи концертной программы «Вечер хореографии Касьяна Голейзовского», поставленной супругой и ассистентом Касьяна Верой Васильевой в Большом театре в 1980-х годах, и лишь отдаленно напоминавшей первоисточник.
На закрытый показ были приглашены наследники балетмейстера (сын Никита и внучка Флёна Голейзовские), но, по мнению художественного руководства, они не могли высказывать своего мнения о постановке, не имея образования артистов балета.
По мнению наследников и артистов балета, лично работавших с Голейзовским, которые впоследствии создали Фонд «Сохранение творческого наследия Касьяна Голейзовского», призванный отстаивать чистоту первоначального замысла балетмейстера, оказались искажены составляющие замысла хореографа — свет, драматургия и, самое главное, костюмы, которые должны были не скрывать, а подчёркивать линии человеческого тела, являющиеся изобразительным средством художника. Споры произошли, в основном, из-за эскизов Рустама Хамдамова, приглашённого для постановки в качестве художника по костюмам:
«Творческий замысел балетмейстера предстал в искаженном виде, и в результате мы получили вопиющее искажение авторского замысла. Голейзовский говорил: „Скрябиниана — это человек, цвет и свет. В костюмах не должно быть вещественных, материальных деталей, отвлекающих от великой мудрости и абстрактности скрябинского вдохновения“. Ведь сохранились рисунки, какими должны быть костюмы. Это комбинезоны без швов, создающие иллюзию наготы. Цвет и свет в новой постановке тоже искажены, хотя ещё в 1910 году хореограф обсуждал светопартитуру с Александром Скрябиным, автором идеи свето- и цветомузыки. Она тоже зафиксирована в деталях… Ну и, наконец, искажена драматургия». — в интервью «Известиям», 21 апреля 2008 года 
Алексей Ратманский рассказал в интервью той же газете, что
«Голейзовский сам был не очень доволен первоначальными костюмами, и постоянно экспериментировал в этом направлении, а Рустам Хамдамов нашел очень тонкое, точное и неожиданное решение… И оно может произвести впечатление на современную публику».
Разное мнение высказали стороны и по поводу публичного показа:
Правообладатель (вдова хореографа, Вера Петровна Васильева) обвинила Большой театр в искажении авторского произведения и в незаконном публичном показе:
«Администрация не только не имела разрешения показывать спектакль, но и получила письменный запрет».
На что Ратманский, пытавшийся возродить балет Касьяна в экспериментальном проекте «Мастерская новой хореографии», ответил:
«Наш спектакль — не коммерческий показ, а скорее открытая репетиция, на которую не продавались билеты. Во-вторых, проиграет от этого процесса только Голейзовский. Его могут забыть».
Пока стороны спорили, произошло печальное событие, на сотом году жизни скончалась Вера Васильева — вдова Голейзовского, стоявшая у истоков создания его балетов и пострадавшая в советское время, как и другие ученицы школы, которых руководство Большого вынуждало подписать отказ от участия в «безнравственно эротичной» постановке.
Следующий художественный руководитель Большого Юрий Бурлака, заступивший на должность с 1 января 2008 года и известный трепетным отношением к хореографическому наследию, в июне 2008 года сказал, что
«… ради появления в репертуаре Большого хореографии Голейзовского руководство прислушается к мнению семьи, так как театру нужно иметь не только „Скрябиниану“, но и самый известный балет мастера „Половецкие пляски“.».
В настоящее время в обязательную программу XI Московского международного конкурса артистов балета и хореографов включены композиции мастера, в том числе фрагменты «Скрябинианы» — «Драматическая поэма», «Мазурка» и «Героический этюд».
Даже в XXI веке специалисты находят «Скрябиниану» абсолютно новаторской. Так, Алексей Ратманский считает, что хореография Голейзовского — это «крутой, терпкий авангард»

## Экранизация
- в 1971 году — балет Голейзовского «Скрябиниана» был заснят на киноплёнку[12]. Режиссёр — Ю. Н. Альдохин[13]